# Anučinskij rajon
Lo Anučinskij rajon (in russo Ану́чинский райо́н?) è un rajon (distretto) del Territorio del Litorale, nell'estremo oriente russo; il capoluogo è il villaggio (selo) di Anučino.